# Settefrati
Settefrati ist eine Gemeinde in der Provinz Frosinone in der italienischen Region Latium mit 718 Einwohnern (Stand 31. Dezember 2023). Sie liegt 136 km östlich von Rom und 54 km östlich von Frosinone.
|  |

## Geographie
Settefrati liegt am Abhang des Rocca Alfiere (2085 m) in den Monti della Meta. Ein großer Teil des Gemeindegebiets gehört zum Nationalpark Abruzzen, Latium und Molise. Settefrati ist Mitglied der Comunità Montana Valle di Comino.
Die Nachbarorte sind Barrea (AQ), Civitella Alfedena (AQ), Gallinaro, Opi (AQ), Picinisco und San Donato Val di Comino.

## Geschichte
Der Name des Ortes leitet sich von den Sieben Brüdern (=sette frati), den Söhnen der Felicitas, Märtyrern des 2. Jahrhunderts, her. Eine Kirche der Sette Frati ist erstmals im Jahr 991 bezeugt, von der allerdings heute nur noch ein Portal erhalten ist. Der Besitz des Dorfes war zwischen den Grafen von Alvito und dem Kloster von Montecassino umstritten. 1861 kam es zum Königreich Italien.

## Bevölkerungsentwicklung
| Jahr      | 1861 | 1881 | 1901 | 1921 | 1936 | 1951 | 1971 | 1991 | 2001 |
| Einwohner | 3185 | 2718 | 2495 | 3247 | 2464 | 2146 | 1036 | 874  | 855  |

Quelle: ISTAT

## Politik
Lorenzo Malizia (Bürgerliste) wurde im Juni 2004 zum Bürgermeister gewählt. Riccardo Frattaroli (Lista Civica: Azione Amministrativa) hat seit dem 26. Mai 2014 dieses Amt inne und wurde am 26. Mai 2019 wiedergewählt.

### Partnerstadt
Stamford, Connecticut

## Sehenswürdigkeiten

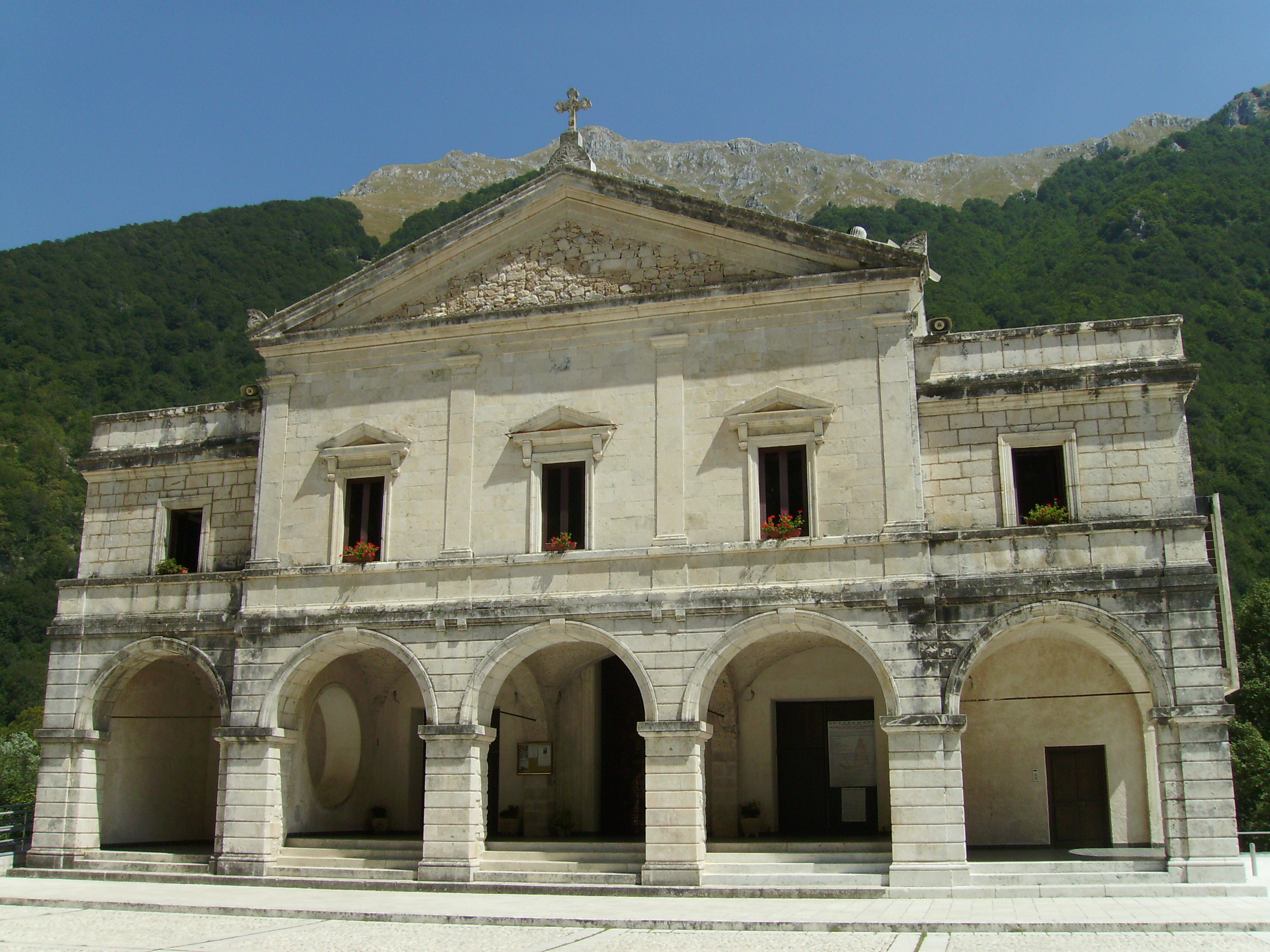
Santa Maria del Canneto

In beeindruckender Lage auf 1030 m Höhe im Abruzzen-Naturpark, neben der Quelle des Melfa, liegt die Pilgerkirche Santa Maria del Canneto, die 1288 erstmals erwähnt wurde.

## Söhne und Töchter der Stadt
Alberico da Settefrati wurde um 1100 in Settefrati geboren. Der Mönch aus Montecassino wurde für seine Visionen vom Jenseits bekannt.